# Kellaki
Kellaki (griechisch Κελλάκι) ist eine Gemeinde im Bezirk Limassol in der Republik Zypern. Bei der Volkszählung im Jahr 2021 hatte sie 315 Einwohner.

## Name
Der Name des Dorfes stammt von einer kleinen Klosterzelle eines Asketen, die auf einem Felsen in der Gegend gebaut wurde. Als der Asket die kleine Zelle baute, verließ er sie. In diesem Gebiet wurde eine Siedlung namens Kellaki gegründet. Eine andere Version verbindet den Namen des Dorfes mit den Zellen von „Rigaina“.

## Lage und Umgebung

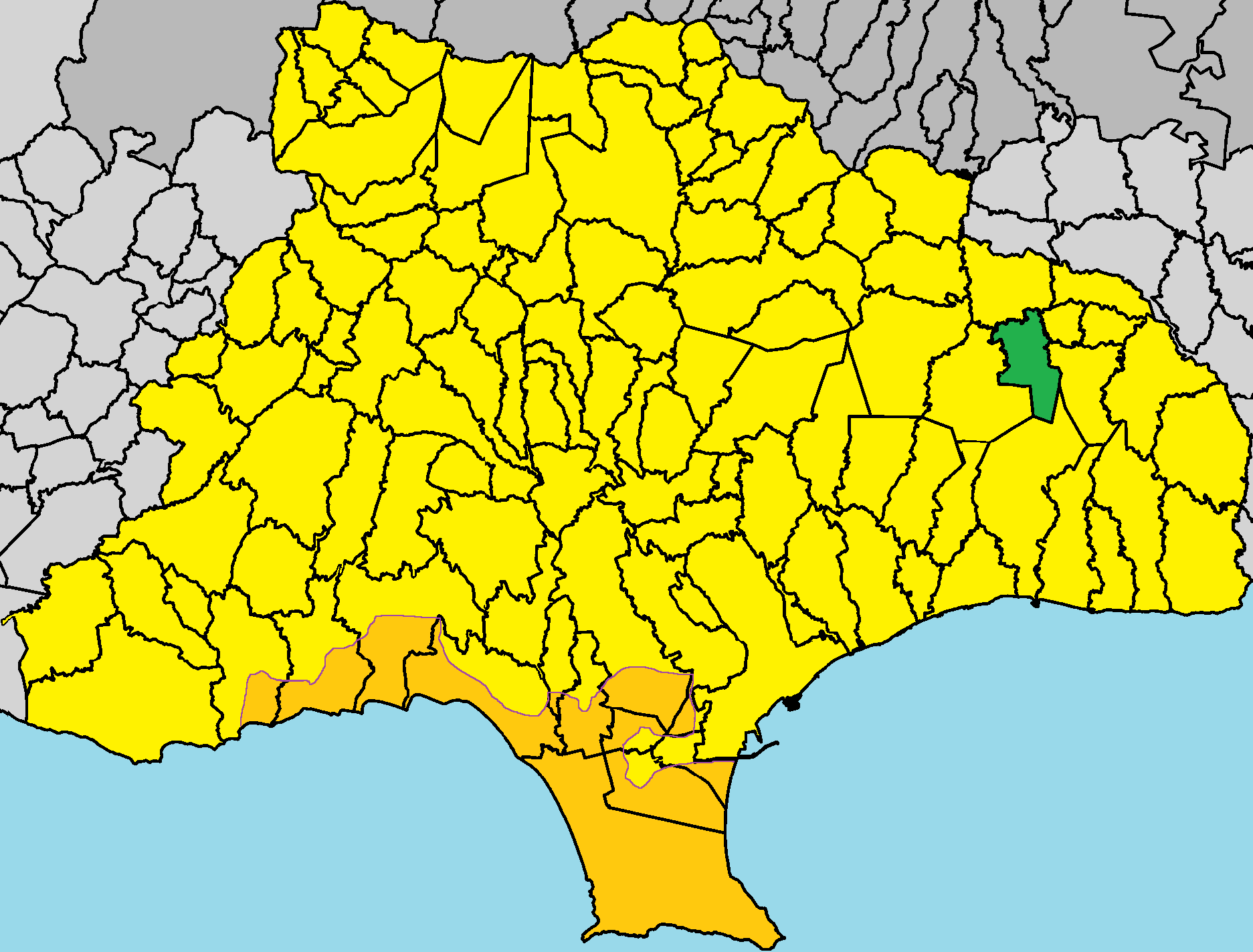
Lage im Bezirk Limassol

Kellaki liegt im Süden der Mittelmeerinsel Zypern auf einer Höhe von etwa 600 Metern, etwa 28 Kilometer nordöstlich von Limassol. Das etwa 9,25 Quadratkilometer große Dorf grenzt im Westen an Prastio (Kellaki), im Norden an Eptagonia, im Süden an Parekklisia, im Südosten an Sanida und im Nordosten an Klonari.
In dem Dorf werden Tomaten, alle Arten von Früchten wie Äpfel, Pfirsiche, Birnen und Nektarinen produziert.

## Geschichte
Die erste schriftliche Erwähnung des Dorfes stammt aus fränkischer Zeit. Louis de Mas Latrie erwähnt, dass er dem Templerorden angehörte. Nach Auflösung des Ordens ging es in den Besitz des Ordens der Johanniter der „Großen Komturei“ über.

### Bevölkerungsentwicklung
| Jahr      | 1881 | 1891 | 1901 | 1911 | 1921 | 1931 | 1946 | 1960 | 1976 | 1982 | 1992 | 2001 | 2011 | 2021 |
| Einwohner | 316  | 303  | 276  | 275  | 311  | 221  | 393  | 408  | 255  | 242  | 217  | 270  | 299  | 315  |